# Viaducte de Caracău
El viaducte de Caracău (en hongarès Karakó völgyhid) és un viaducte ferroviari del tram Miercurea Ciuc-Ghimeș, posat en funcionament el 18 d'octubre de 1897. El viaducte de Caracău és la construcció ferroviària més gran de formigó armat de Romania, posada en funcionament el 14 de setembre de 1946, després de repetides destruccions durant les guerres mundials. Té una longitud total de 264 metres i la volta té una longitud de 100 metres. L'amplada de la volta és de 6,50 m a la clau i de 10 m a la base. La secció de volta està encaixonada, amb una alçada de 2,5 m a la clau i 4,8 m a les bases. Es troba al perímetre de la comuna Mihăileni (Ciuc-Sânmihaiu) al comtat de Harghita, entre les localitats de Livezi (Lóvész) i Nădejdea (Ajnád).

## Històric
Després de la construcció del ferrocarril Ploiești - Brașov, les autoritats austrohongareses van proposar la construcció d'un ferrocarril per connectar Transsilvània amb Moldàvia a través del pas d'Oituz. El bàndol romanès va plantejar el projecte d'una ruta pel pas Ghimeș-Palanca, que significava obres més grans al bàndol austrohongarès. Especialment al tram entre Mihăileni i Păltiniș, es van haver de construir diversos ponts i túnels. La carena principal dels Carpats s'havia de creuar a 1.012 m d'altitud, a través del túnel de Ciumani (1223 m de llarg), i a la banda oest s'havia de construir el viaducte de Caracău (264 m de llarg), situat a 64 metres d'alçada en comparació amb el vall creuada.
Al final, les dues parts van acordar aquesta opció. El bàndol austrohongarès va utilitzar el tram fins a Ghimeș, inclòs el viaducte de Caracău, el 18 d'octubre de 1897. El bàndol romanès va acabar l'últim tram entre Comănești i Ghimeș el 6 d'abril de 1899.

### El primer viaducte
La construcció del primer viaducte va ser realitzada per MÁV (Magyar Államvasutak) l'11 de setembre de 1895. El feix metàl·lic central (semi-parabòlic) del viaducte feia 102,22 m de longitud i els dos feixos laterals eren de 51,36 m cadascun. Els contraforts tenien 3 voltes de 8 m cap al Ciceu i una també de 8 m cap a Palanca. Les dimensions eren bastant grans, es va plantejar l'opció de fer els pilars també amb estructura metàl·lica, però van requerir molt de manteniment posterior i van ser molt més cars, la idea quedant abandonada al cap de poc temps.
La pedra necessària es va portar de les pedreres obertes properes al viaducte i les obres de maçoneria les van realitzar treballadors italians. En total, es van utilitzar gairebé 10.000 m³ de pedra. Les obres de maçoneria es van acabar l’octubre de 1896, després de la qual es van realitzar les instal·lacions d'estructures metàl·liques, amb un pes total de 880 tones, a les fàbriques MÁVAG de Budapest. L'aixecament de les estructures metàl·liques en posició es va fer amb l'ajut de torns manuals.
Les obres de muntatge es van executar en un temps rècord, el viaducte va ser inaugurat per MÁV el desembre de 1896. El viaducte es va provar l'1 de desembre de 1897 amb un tren format per tres locomotores, 10 vagons carregats de llast i un vagó-saló amb les personalitats de l'època.
El viaducte es va mantenir d'aquesta forma fins a l'agost de 1916, quan, a l'entrada de les tropes romaneses a Transsilvània, es van explotar 4 dels 5 viaductes de la línia Siculeni - Ghimeș, entre els 5 el viaducte de Caracău. L'únic viaducte que va quedar intacte va ser Ladók.

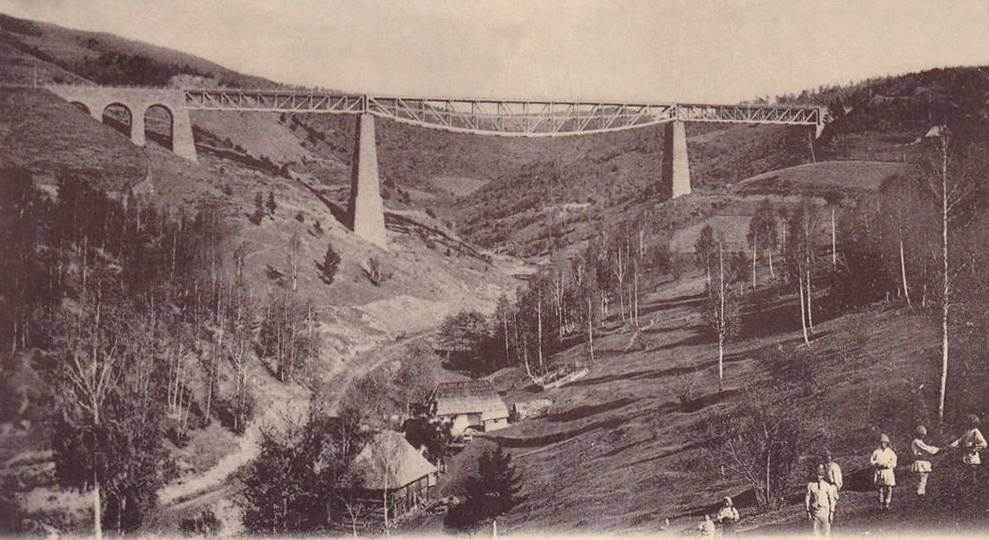
Caracau: 1903
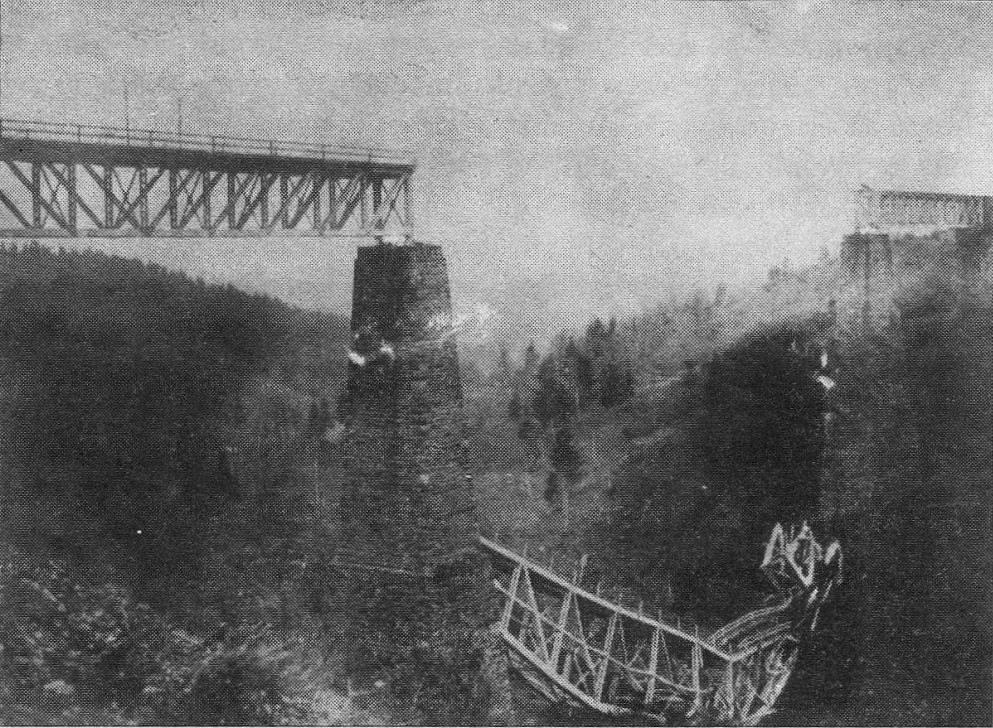
Caracau: la biga central destruïda el 1916
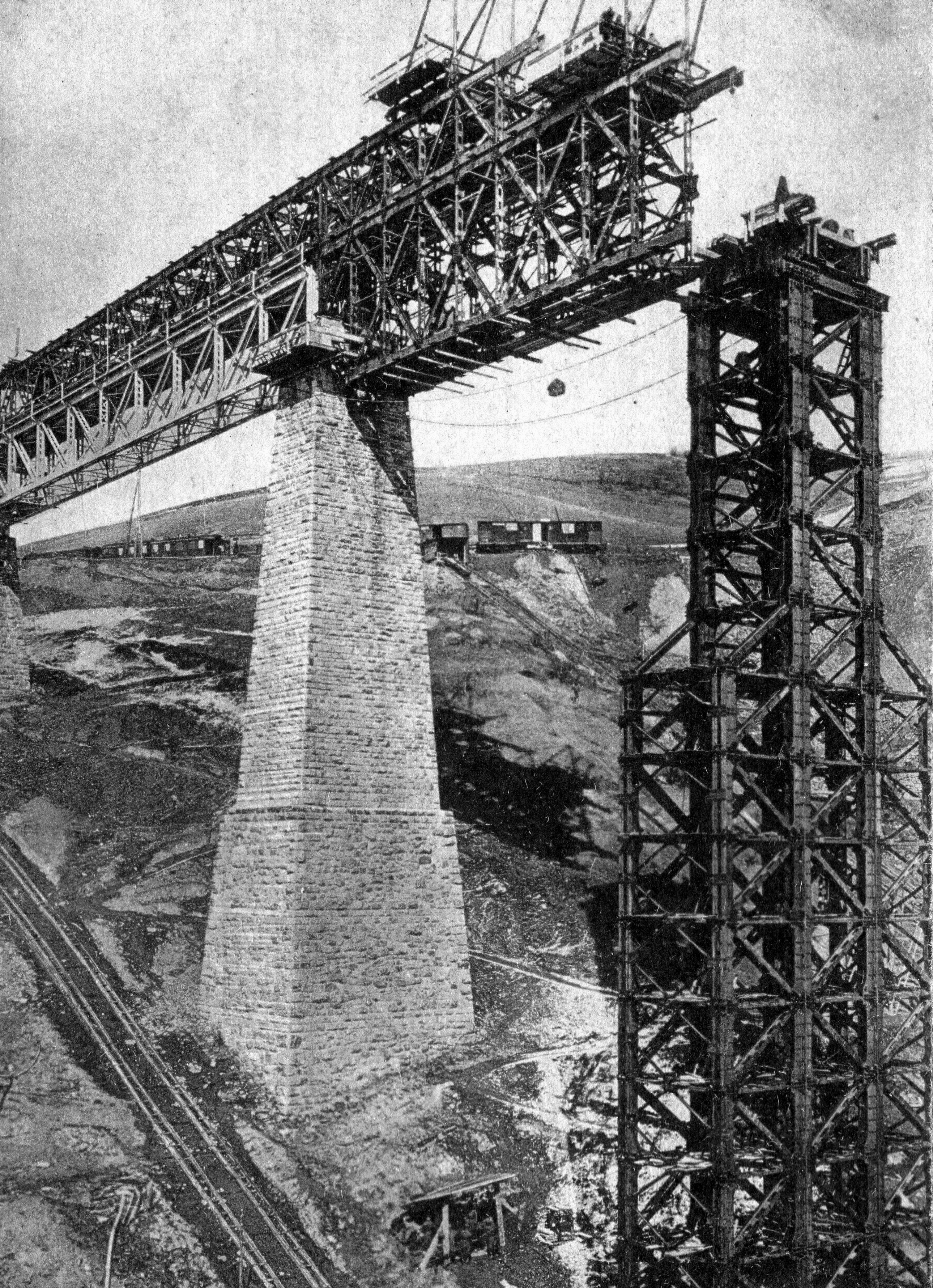
Caracau: reconstrucció: el pilar central
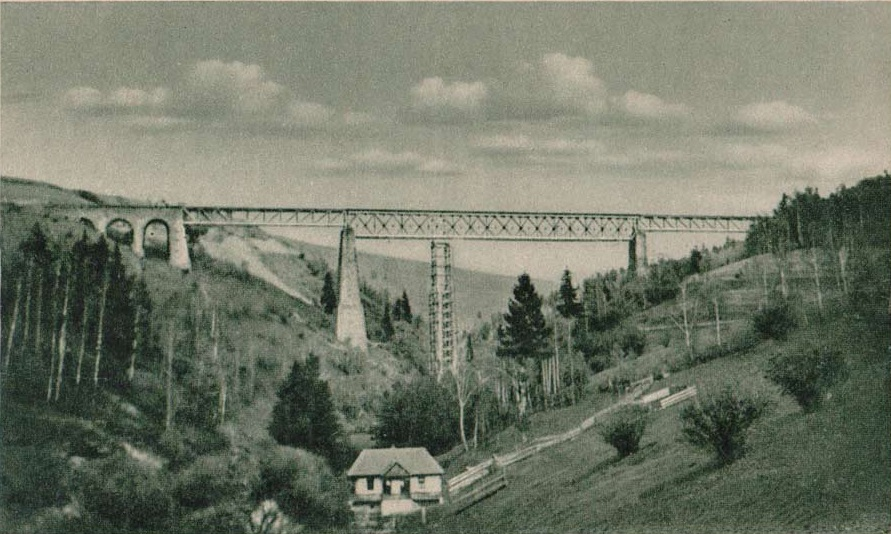
Caracau: reconstruït (aquí el 1943)

### El segon viaducte
La restauració del viaducte es va plantejar durant la guerra, instal·lant tres bigues desmuntables del tipus Roth-Wagner: una de 40 metres de llargada i altres dues bigues de 30 metres de llargada, que estaven sostingudes per dos pilars, també del tipus Roth-Wagner. A un terç de l'obertura, la biga estava sostinguda per una pala metàl·lica de més de 40 m d'alçada. A causa de la inestabilitat del sòl, la pala va ser abandonada posteriorment, la longitud de la biga central va arribar als 69 metres i el pes total dels materials utilitzats per a la reconstrucció va ser de 850 tones. Les obres van tenir lloc durant l'hivern, acabant-se el 27 de març de 1917, i el viaducte es va posar en funcionament un dia després, aquesta vegada portant el nom de l'emperador Carles I d'Àustria.
El viaducte va romandre en aquesta forma durant 27 anys fins al final de la Segona Guerra Mundial, quan, el 6 de setembre de 1944, el viaducte va tornar a ser completament destruït, aquesta vegada en retirada de les tropes alemanyes. El trànsit entre Moldàvia i Transsilvània té lloc a la ruta de desviació Ploiești-Brașov.

### Viaducte provisional
Es va utilitzar la construcció d'un viaducte temporal format per bigues reblades de 10 metres sobre palets de fusta al costat del destruït, cosa que va permetre el desmantellament del pont destruït. Aproximadament es van perdre 3600 m3 de fusta i 100 tones d'estructures metàl·liques. La construcció del pont temporal va durar 70 dies, essent una actuació única en la història de les construccions ferroviàries a Romania. El trànsit es va reprendre el 12 de febrer de 1945.

### El tercer viaducte
Al mateix temps, es va decidir sobre la construcció d'un nou viaducte. Es van presentar 12 empreses amb 17 projectes, que van concedir l'execució de les obres a l'empresa Șantiere Generale de Bucarest. Segons les especificacions, inicialment s'havia d'executar el viaducte per a via única, però més tard el contractista va rebre la tasca de l'administració de CFR, per presentar també un projecte per a via doble. Segons el pla, el nou viaducte feia 264 m de llarg per 61 m d'alçada i tenia una obertura de volta central de 100 m.
Les parts desmantellades del viaducte de guerra de Roth-Wagner també es van utilitzar en la construcció del pont. Es van utilitzar més de 6500 m3 de formigó per als fonaments i per a l'estructura del viaducte aprox. 3900 m3 de formigó armat. Per fer la volta es va utilitzar un penjador construït amb 1200 metres cúbics de fusta. La construcció del viaducte va durar un any i dos mesos, les obres es van acabar el 12 de juliol de 1946 i la prova es va realitzar amb diverses locomotores de vapor de la classe 50. Els enginyers presents al lloc durant les proves no van notar cap anomalia, ja que no es va observar cap canvi després del terratrèmol de 1977, quan es van comprovar tots els viaductes de la línia. A la inauguració del nou viaducte, el 10 de novembre de 1946, hi eren presents totes les personalitats de l'època, inclòs Gheorghe Gheorghiu-Dej.
Tot i que està dissenyat per a dos carrils, el viaducte mai va tenir dues línies paral·leles. Fins a mitjans dels anys noranta, els rails estaven situats al costat esquerre en direcció a Nădejdea. Després, durant la reparació de la part superior, la línia es va traslladar al centre.

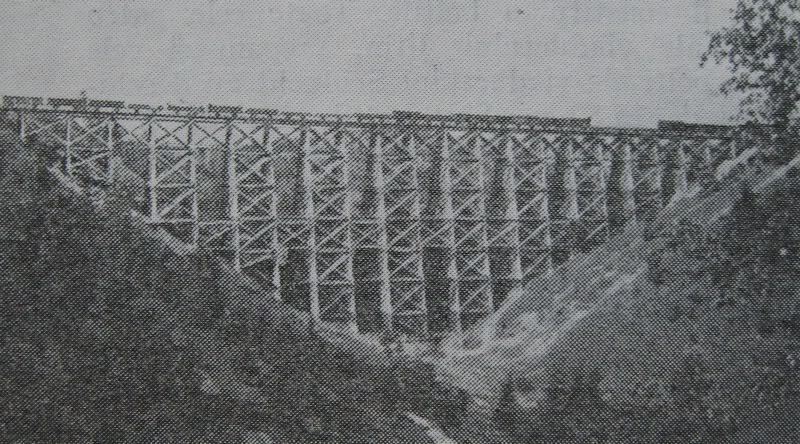
Viaducte temporal de fusta, 1945
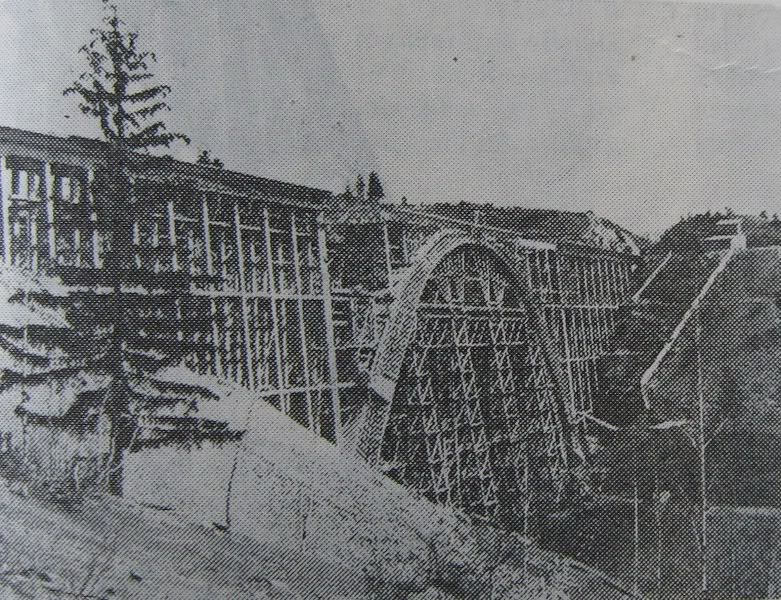
Construcció del nou viaducte de Caracau
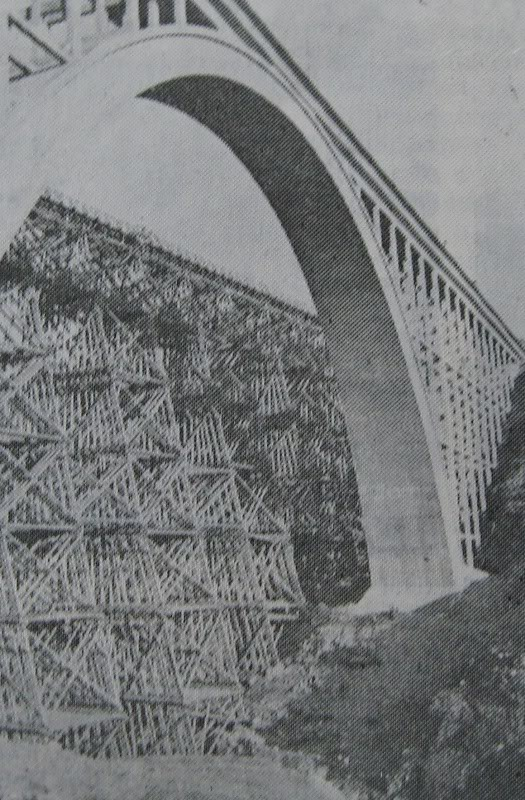
Finalització de la construcció
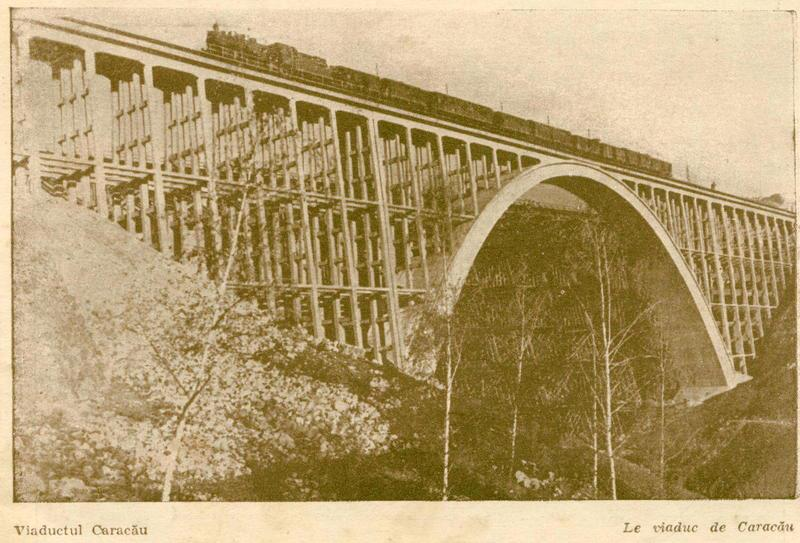
Proves de viaducte